# Isoline (opéra féérie)
Pour les articles homonymes, voir Ysaline.
Personnages
(création, 1888)
- Isoline
- Eros/Obéron
- Titania
- Isolin
- La Reine Amalasonthe
- Rosélio
- Daphnis
- Chloë
- Rôles mineurs[2]...

Isoline est un opéra féérie en trois actes et dix tableaux du compositeur André Messager, sur un livret de Catulle Mendès, écrit en 1888.
Sa première eut lieu le 26 décembre 1888 à Paris, au Théâtre de la Renaissance.

## Synopsis
À la suite d'une querelle entre Obéron, le roi des fées et Titania, la marraine d'Isoline à propos d'un enfant, cadeau de l'Impératrice des Indes, Oberon a condamné la princesse Isoline, âgée de 16 ans, à se transformer en homme dans son lit nuptial le jour de son mariage. Pour éviter ce sort, Isoline a été enfermée avec ses demoiselles d'honneur dans la tourelle d'un château de sa mère, la reine Amalasonthe, afin de s'assurer qu'elle ne soupçonne pas que l'amour puisse exister dans le monde. Seul le jeune page Rosélio est autorisé à se trouver en sa présence.
Quelques heures plus tard, dans la forêt de Brocéliande, Titania demande aux fées (dans un ballet choral) d'utiliser leurs charmes pour retenir en captivité le prince Isolin. Mais dans la bataille, les forces d'Isolin sont victorieuses et la reine Amalasonthe se rend — Isoline peut devenir sa femme.
Le soir des noces, la cérémonie de mariage se poursuit, mais Titania a veillé à ce que, alors qu'Isoline se transforme en garçon lors de son premier baiser d'Isolin, le marié se transforme en fille. Ainsi, Isolin et Isoline peuvent mettre les voiles pour Cythère. Oberon et Titania sont réconciliés et l'on persuade Titania de se joindre à l'embarquement pour Cythère.

## Écriture
- Musique : André Messager ;
- Orchestration : « Rudd »[1] ;
- Arrangement : Georges Auvray ;
- Livret : Catulle Mendès ;
- Chorégraphie : George Skibine ;
- Décors et costumes : Jean-Pierre Ponnelle ;

Au milieu de l'année 1888, Catulle Mendès promit le livret d'Isoline à Emmanuel Chabrier mais, selon l'écrivain, le Théâtre de la Renaissance imposa Messager comme compositeur, car il était plus connu pour son écriture opératique (à 35 ans, c'était son cinquième opéra) et Chabrier avait « trop de talent, un talent trop épique et grandiose ».
Messager avait déjà composé une musique de scène pour Le petit Poucet, une « féérie » jouée au Théâtre de la Gaîté en 1885. 
Le compositeur écrivit une partie de la partition à Montivilliers, près du Havre ; pour compléter l'orchestration à temps, il est assisté par Paul Lacôme, compositeur et ami de Chabrier. Juste après la première, le théâtre se dirige vers la faillite, bien que près de 60 représentations aient lieu jusqu'à la mi-février (avec le chef d'orchestre Paul Letombe). 

### Publication
La partition orchestrale ne fut pas publiée du vivant du compositeur. En revanche, comme il était fréquent à l'époque, des arrangements et réductions (piano, chant, violon, etc.) furent commercialisés chez Enoch dès 1888.

## Performances et enregistrements notables

### Performances
L'opéra a été créé au Théâtre de la Renaissance, à Paris, le 26 décembre 1888. Dans un premier temps, Isoline a été présentée en une « matinée » et 57 « soirs », jusqu'au 20 février 1889.
En 1930, Reynaldo Hahn dirige une représentation au Casino de Cannes. 
L'Opéra-Comique donne une série de représentations en 1958, mise en scène de Jean-Pierre Ponnelle et direction musicale de Georges Prêtre ; avec Liliane Berton dans le rôle d'Isoline, Gabriel Bacquier était Obéron, et Isolin fut transformé en rôle de ténor pour l'occasion, chanté par Alain Vanzo.

### Enregistrements
- 21 septembre 1947 - sur Radio France avec Janine Micheau (Isoline), Jane Rolland (Isolin) et Willy Clément (Obéron), dirigé par Louis Beydts (réédité par l'INA)[4] ;

- 8 juillet 1955, avec Liliane Berton, Christiane Jacquin et Camille Maurane, sous la direction de Jules Gressier ;

- 18 octobre 1969, avec Lina Dachary, Janine Capderou et Bernard Demigny, sous la direction de Marcel Cariven.